# کانو اینک

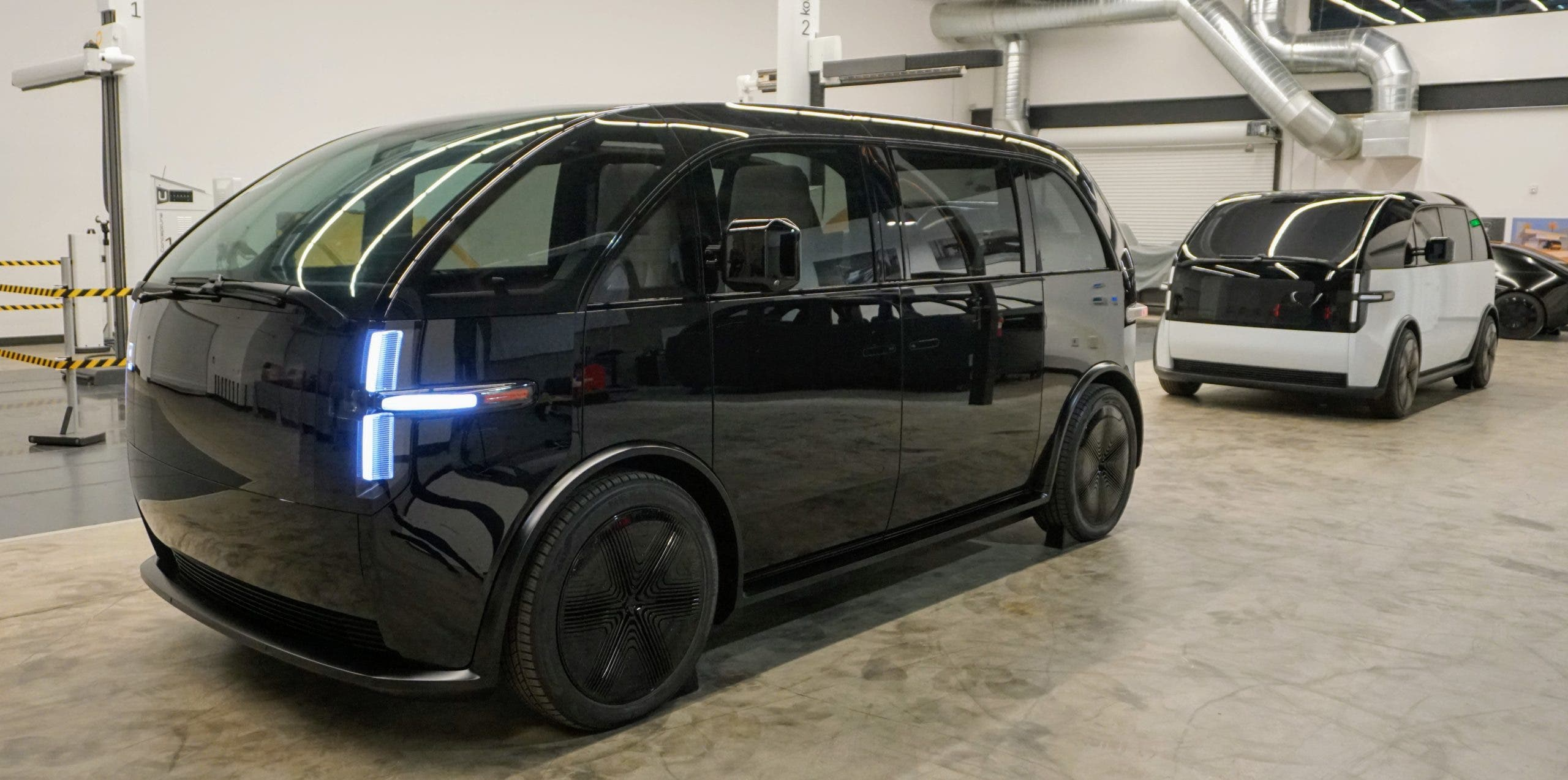
ماشین ساخت شرکت کانو اینک

کانو اینک (به انگلیسی: Canoo) یک شرکت خودروسازی آمریکایی است، که در سال ۲۰۱۷ تأسیس شد.